# سابور الثالث
سابور الثالث إمبراطور فارس 383م - 388م. من آل ساسان .

## معرض صور

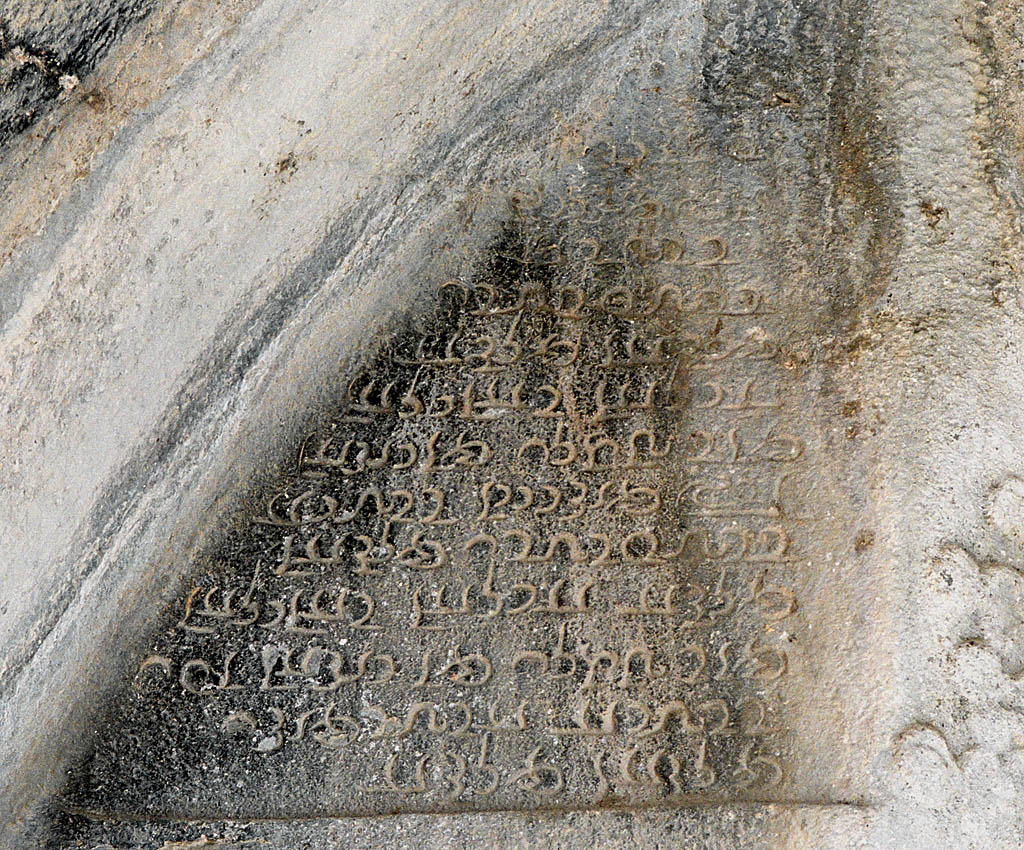
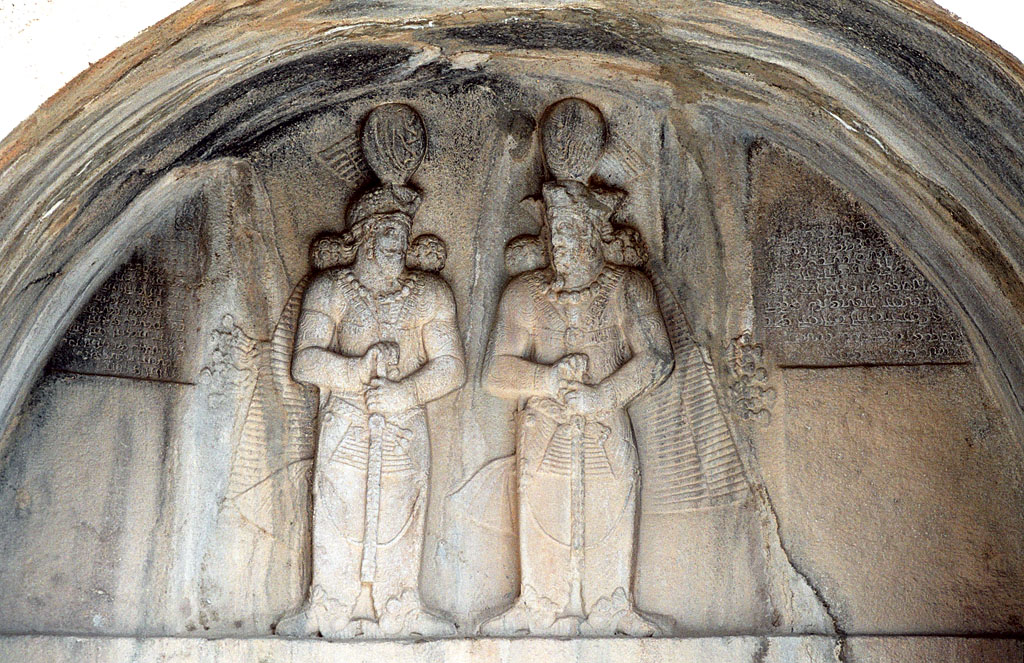
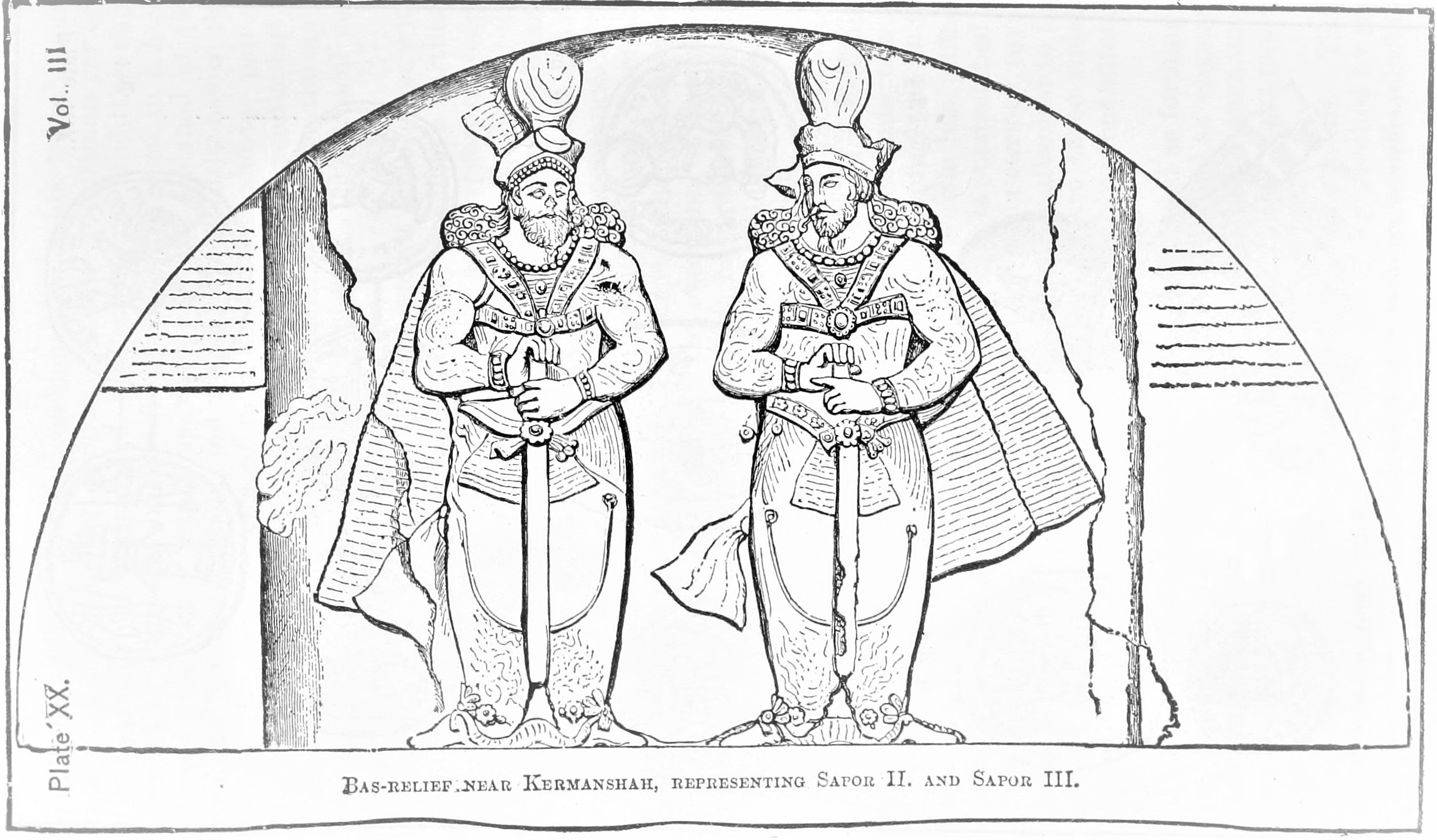